# Gannasco
Gannasco (in latino Gannascus; fl. 47) è stato un condottiero germanico.

## Biografia

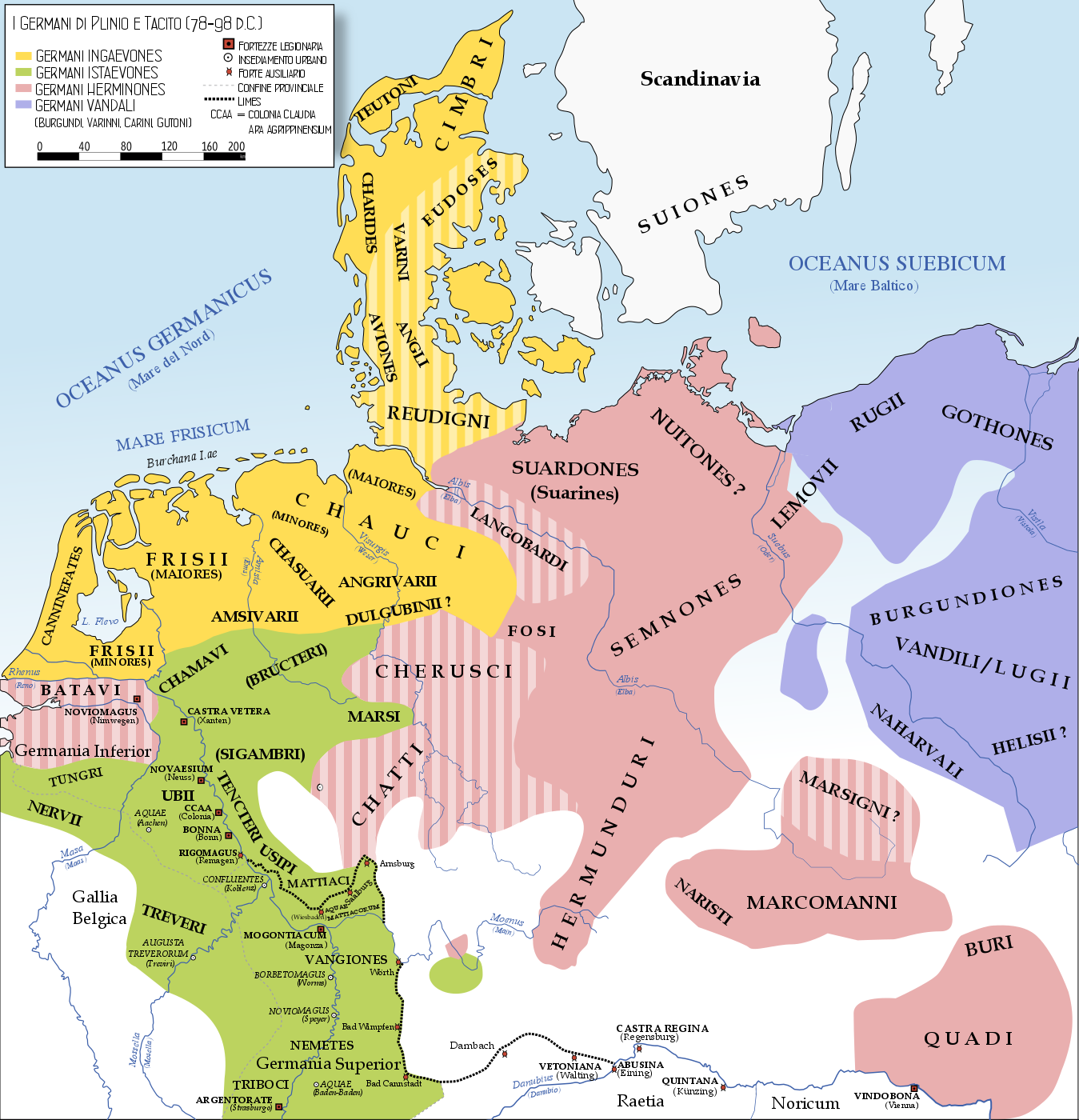
Il popolo dei Cauci si trovava lungo la costa settentrionale della Germania Magna, attorno al 98, al tempo dello storico Tacito che scrisse De origine et situ Germanorum

Gannasco era un capo dei Cauci, una tribù sveva stanziata tra il Weser (Visurgis in latino) e l'Elba (Albis in latino). Probabilmente era di origine batava e aveva a lungo servito Roma tra gli ausiliari batavi.
Nel 47 d.C. disertò e alla testa del Cauci si ribellò e attraversò il Reno, devastando la sponda occidentale del
fiume. Le sue scorribande furono fermate da Corbulone e Gannasco, tradito e catturato, fu giustiziato come disertore.